# Amin El Maalouf
Pour les articles homonymes, voir Amin et Maalouf.
Amin El Maalouf (arabe : أمين المعلوف [amīn al maʿlūf]), né en 1871 à Choueifat et décédé le 21 janvier 1943 au Caire, est un médecin libanais, scientifique spécialiste des animaux et des plantes.

## Biographie
Amin El Maalouf (Amin “Pacha” bin Fahd bin Âsâad El Maâlouf) est diplômé de l'université américaine de Beyrouth. Médecin dans l’armée égyptienne quand celle-ci prend part à la bataille d’Omdourman et à l’invasion de Bahr el-Ghazal. 
Envoyé par le Croissant-Rouge égyptien à Istanbul où il assiste à la guerre des Balkans. Quand éclate la Révolte arabe, il part pour Djeddah où il est nommé directeur de la santé. 
Revenu en Égypte, il travaille pour l’armée britannique. 
À l’issue de la Première Guerre mondiale, il est nommé professeur en sciences naturelles et des plantes à la faculté de médecine de Damas, puis directeur administratif au ministère des Affaires étrangères. À la suite de l’occupation française, il quitte Damas pour l’Égypte. Il rejoint l’Irak, quand Fayçal Ier accède au trône. Il y est nommé directeur aux questions médicales de l’armée irakienne.
Il meurt au Caire le 21 janvier 1943.

## Œuvres
- Glossaire des animaux
- Glossaire des plantes
- Glossaire astronomique
- Glossaire anglais-arabe